# Mimanuga japonica
Mimanuga japonica är en fjärilsart som beskrevs av John Henry Leech 1889. Mimanuga japonica ingår i släktet Mimanuga och familjen nattflyn. Inga underarter finns listade i Catalogue of Life.